# Opération Goldman
Pour plus de détails, voir Fiche technique et Distribution.
Opération Goldman (Operazione Goldman) est un film d'espionnage hispano-italien réalisé par Antonio Margheriti, sorti en 1966. 

## Synopsis
À Cap Kennedy, les essais de lancement d’une station sur la Lune par la NASA échouent mystérieusement. Inquiet des répercussions sur le plan international, la section secrète de la CIA, un département nommé "S", engage l'agent secret Harry Sennet, un playboy surnommé Goldman car il dispose d'un crédit illimité auprès de la banque fédérale, pour découvrir le saboteur et rechercher un scientifique, Rooney, porté disparu. Épaulé par le capitaine Patricia Flanagan, sa supérieure hiérarchique experte en arts martiaux, l'enquête de Sennet le mène dans la base secrète sous-marine d'un certain Rehte, un homme d'affaires viticulteur et mégalomane qui projette, avec l'aide de Rooney, de construire un canon laser sur la Lune pour menacer toute vie sur terre et devenir ainsi maître du monde.

## Fiche technique
- Titre original : Operazione Goldman
- Titre français : Opération Goldman
- Réalisation : Antonio Margheriti
- Scénario : Alfonso Balcázar et José Antonio de la Loma
- Montage : Juan Oliver
- Musique : Riz Ortolani
- Photographie : Riccardo Pallottini
- Production : Giuseppe De Blasio et Anacleto Fontini
- Sociétés de production : Seven Film/BGA et P.C. Balcazar
- Pays d'origine :  Italie,  Espagne
- Langue originale : italien, espagnol, anglais
- Format : couleur
- Genre : Film d'espionnage
- Durée : 94 minutes
- Dates de sortie : 
  -  Italie : 22 avril 1966
  -  France : 15 février 1967

## Distribution
- Anthony Eisley : Harry Sennet
- Wandisa Guida (créditée comme Wandisa Leigh) : Kary
- Folco Lulli  (VF : Jean Violette) : Rehte
- José María Caffarel (crédité comme J. H. Caffarel) (VF : Émile Duard)  : Archie White
- Diana Lorys : capitaine Patricia Flanagan
- Francisco Sanz (crédité comme Paco Sanz)  (VF : Rene Beriard) : professeur Rooney
- Oreste Palella (crédité comme O. Palely)  (VF : Jean-Henri Chambois) : Fidel
- Luisa Rivelli (créditée comme Ursula Parker) : Sylvie White
- Barta Barri : sénateur Woolner
- Renato Montalbano (crédité comme Rene Montalban) : Mills
- Tito García : Emanuel Garcia
- Luciana Petri : une hôtesse
- Clemente Ukmar : Max
- Mario Lanfranchi : le chef du département "S" (non crédité)